# Moquegua
Moquegua (en aimara: Muqiwa), fundada como Santa Catalina de Guadalcázar del Valle de Moquegua el 25 de noviembre de 1541, es una ciudad peruana, capital del distrito homónimo, de la provincia de Mariscal Nieto y del departamento de Moquegua. Está situada en el sureste del país a 1.410 m s. n. m. en la vertiente occidental de la cordillera de los Andes, en el valle costero del río Moquegua. Cuenta con una población de 96 456 habitantes para el año 2017.
La zona fue ocupada por los tiahuanacos y los huaris. Posteriormente surgen los chiribayas y los estuquiñas hasta los incas. La ciudad fue fundada por los españoles. En la república fue ocupada por los chilenos en la guerra del Pacífico. La ciudad fue reconstruida varias veces por sucesivos terremotos.
La zona monumental de Moquegua destaca las casonas e iglesias como también sus edificaciones con techos de mojinete. La gastronomía es conocida por sus dulces e ingredientes andinos.
En las afueras de Moquegua, en la campiña moqueguana, se cultiva orégano, palta y uva. Destaca también la elaboración de bebidas como pisco, vino, licores y macerados. Asimismo se encuentran varios sitios arqueológicos como Cerro Baúl.

## Toponimia
El nombre Moquegua tiene un origen desconocido, aunque las investigaciones intentan dilucidar. Cerrón Palomino deduce que el topónimo tiene origen aimara, y propone la forma original *muk'i-wa con el significado de 'lugar húmedo'. En aimara, muk'i significa 'húmedo'. El sufijo -wa sufrió varios cambios para llegar a aquel estado, explica el autor. Originalmente fue -wi, siendo un sufijo ubicativo del aimara sureño, con el significado de 'lugar donde ocurre o existe X'. Este sufijo fue sincopado a *muk'i-w y luego, por restricciones fonotácticas del aimara, se le volvió a añadir una vocal -a paragógica, para formar así *muk'i-wa.
Ocurrida la llegada de los incas, alrededor del año 1120, específicamente de Mayta Cápac al Collasuyo, a la región de Moquegua, los capitanes incas encontraron varias tribus que convivían en paz, conquistándolas y fundando dos nuevos pueblos, «Cuchuna» y «Moquehua», integrándose a la jurisdicción del Collasuyo como parte de los reinos aimaras conquistados por el Imperio inca.
Durante la llegada española a Moquegua, probablemente en el año 1541, preguntaron por el nombre de estas tierras, y les respondieron Moquehua, de origen explicado anteriormente, de donde se conservó el nombre hasta ser variado a Moquegua, sufriendo una ligera transformación de h a g en el transcurrir de los años.

### Nombres y titulaciones históricas
A través de la historia, Moquegua y sus alrededores han sido conocidos con diferentes nombres. Los posibles nombres originales, en quechua y aimara, del lugar en el que los españoles fundarían la ciudad, era Muqiwa o Mukiwa, del cual se derivó hacia Moquegua.
Probablemente, en 1541, cuando sus trece conquistadores, de los cuales poco se conoce, a excepción de Pedro Cancino y Juan de la Torre fundaran la ciudad le dieron el nombre de Moquehua. Sin embargo, años más tarde, el virrey Diego Fernández de Córdoba, marqués de Guadalcázar, el nombre se cambia por el de Villa de Santa Catalina de Guadalcázar del Valle de Moquegua, elevándola también al rango de cabeza de provincia.
En 1821, al crearse la República del Perú, el nombre de la villa se reemplaza por Ciudad de Moquegua elevándosela al título de ciudad por sus acciones realizadas al Perú y haber declarado su independencia cuando pudo hacerlo en 1814.
Sus titulaciones históricas así como departamento y ciudad fueron:
- "Hidalga Ciudad"
- "Noble ciudad, Tres veces benemérita a la patria"
- "Valiente, Esforzada y Leal ciudad"
- "Capital del Cobre Peruano"
- "Perla de los Ángeles"
- "Perla del Sur"
- "Tierra del Sol, Vid y la Amistad"
- "Ciudad Colonial y Virreinal"
- "Ciudad del Eterno Sol y de la Eterna Primavera"
- "Capital de los Dulces y el Pisco del Perú"

## Historia

### Periodo prehispánico

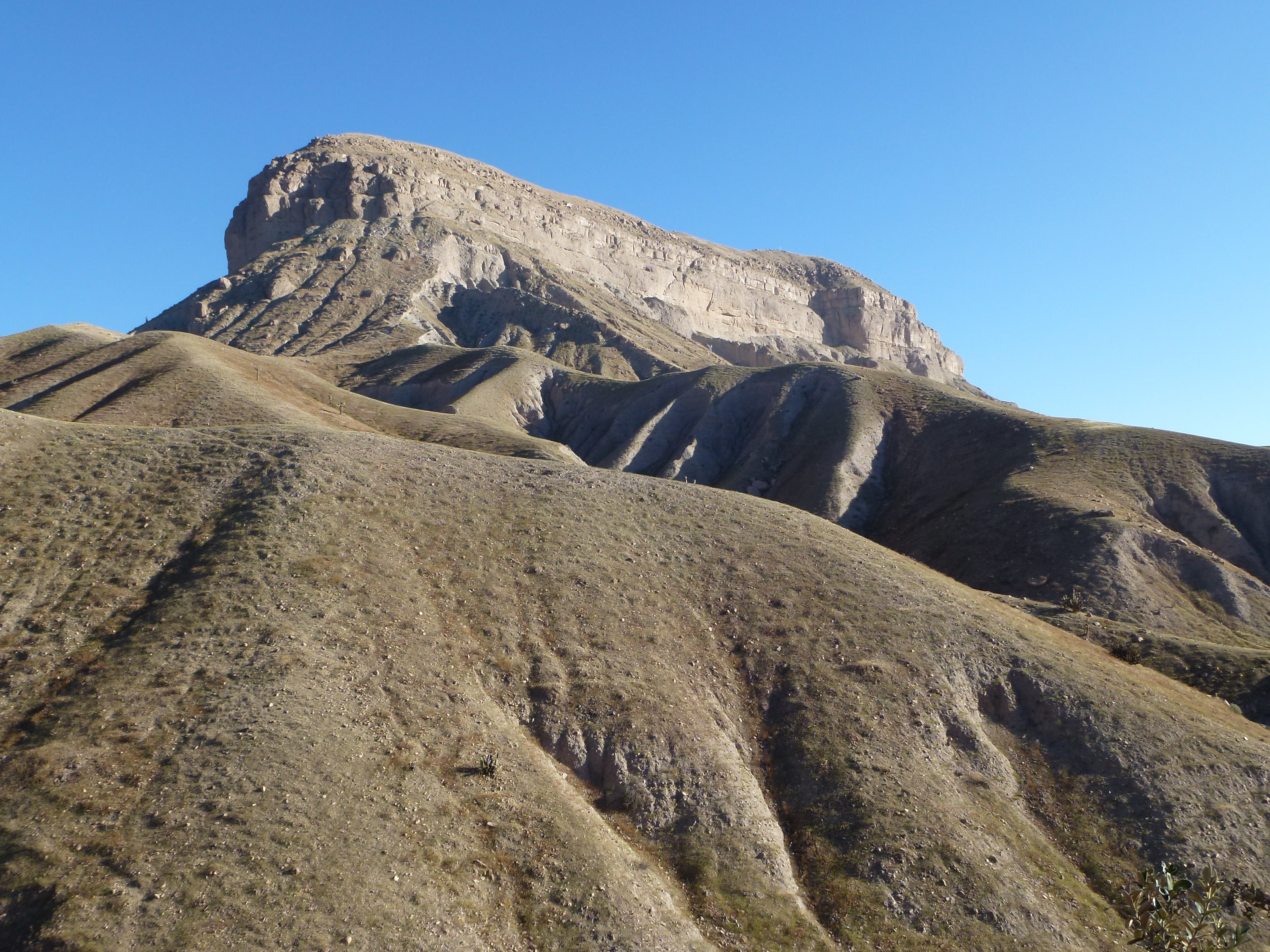
Cerro Baúl, lugar donde prevaleció la cultura Huari.

El primer sitio arqueológico en la ciudad de Moquegua proviene probablemente de los asentamientos de Ichuña, ubicados a los 3883 m s. n. m., que muestran restos de rústicos habitáculos y talleres líticos correspondientes a lo que habría sido uno de los más tempranos asentamientos de cazadores-recolectores en proceso de transición a la vida sedentaria (3500 a. C.).
Los antiguos habitantes de esta zona iniciaron un importante proceso de culturización que se proyectó hacia la zona litoral hacia 1500 a. C., donde ejercieron sus primeros establecimientos en el valle de Moquegua, pero que se vio interrumpido a partir del siglo II anterior a nuestra era por la presencia de sucesivas migraciones expansivas cordilleranas.
Entre estas migraciones tenemos a Los Uros o Puquinas, importante cultura del sur del Perú, dedicados a la y a la caza de aves, expertos navegantes en balsas rudimentarias, hablantes de unos de los tres idiomas más importantes del imperio incaico (el quechua, el aimara y el puquina).
Por los años 350 a 400 sufrieron los efectos de terribles fenómenos atmosféricos y continuas ausencias de lluvias, sumándose a ello las conflictivas persecuciones de que eran víctimas por parte de los aguerridos aimaras que se apoderaron de las escasas tierras que consiguieron cultivar con las aguas que podían obtener del lago Titicaca o de escasos ríos de la Cordillera. Por todo ello, determinaron su éxodo hacia la costa.
Habitaban en el altiplano en los alrededores del lago Titicaca y el lago Aullagas, de donde se expandieron a todo el sur peruano. Actualmente se mantienen algunos Uros que conservan sus costumbres y tradiciones milenarias como en los tiempos de los españoles sin que fueran a llegar a ser conquistados.
Fundaron las primeras poblaciones como Ichuña y Puquina, esta última llamada así por el nombre de su lengua. Al parecer fueron pocos los que se dirigieron a Moquegua y a tierras arequipeñas, formando diferentes agrupaciones en los actuales pueblos de Chiguata, Chacarato, Paucarpata, Sabandía, Yarabamba, Socabaya y otros, avanzando por el curso del río Tambo. Llegaron luego a la costa y de ahí a Ilo, cuya bahía permitía dar satisfacción a sus costumbres ancestrales acuáticas y a la construcción de embarcaciones.

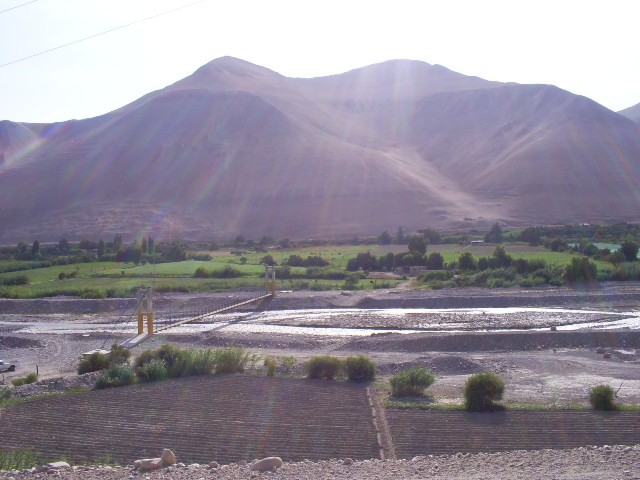
Valle de Moquegua, hogar de los primeros asentamientos.

Durante el siglo II, llegaron los Aymaras, cultura proveniente de los alrededores del lago Titicaca en el altiplano, iniciando sangrientas batallas para apoderarse de estos territorios; ejercieron gran influencia como portadores de elementos y técnicas agrícolas más avanzadas.
La influencia aimara en Moquegua, puede observarse en diferentes palabras que en la actualidad identifican a diferentes pueblos y ciudades en toda la región. Ejemplos: Moquegua, Samegua, Charsagua, Yaragua, Escapagua entre muchísimos otros.
También hubo una pequeña influencia quechua, una pequeña tribu del sur del Perú. Su idioma era el quechua que también lo hablaban los naturales del Cuzco (los incas) que desde tiempos remotos vivían en los valles de Abancay y Andahuaylas y la región comprendida entre el Apurímac y las pampas de Ayacucho de donde fueron expulsados por sus enemigos los Chancas, ejercieron una importante influencia sobre las culturas locales de Moquegua.
Según el relato del cronista Garcilaso de la Vega, fue el inca Mayta Cápac que probablemente ejerció su mandato durante los años 1114 al 1152, quien organizó la expedición militar imperial que extendió su dominio hasta parte del litoral, incluyendo a Moquegua en el tahuantinsuyo.

### Periodo hispánico

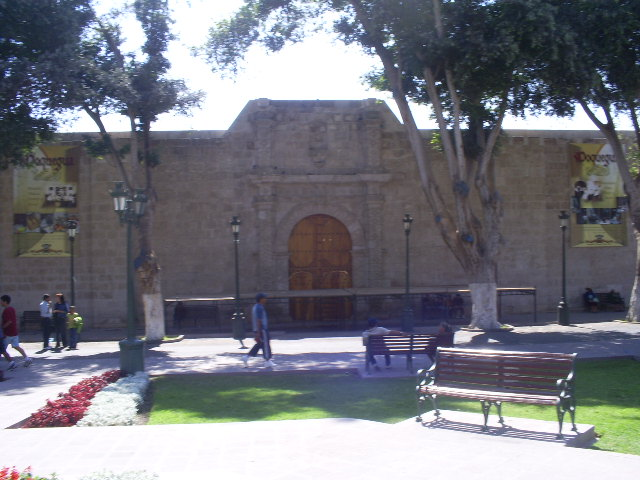
Fachada de la Iglesia Matriz, representante de arquitectura colonial.

Luego de la caída del Imperio incaico a manos de los españoles, empezó la fundación y colonización de los nuevos territorios, entre ellos la fundación de Arequipa el 15 de agosto de 1540 y la no definida de Tacna en 1572 (ubicadas al norte y al sur del departamento de Moquegua), permiten establecer una imprecisa fecha sobre la fundación de Moquegua.
Los primeros asentamientos españoles en Moquegua se atribuye desde el año 1538, si bien no existe información clara sobre la conquista española y la fundación de la ciudad, se atribuye como posible fecha:
- El 25 de noviembre de 1541, responsabilidad que estuvo a cargo de Pedro Cansino y su esposa Josefa de Bilbao.
- El 25 de noviembre de 1541, responsabilidad de uno de los Trece del Gallo quién capitaneó la expedición, el M.C. Juan de la Torre.[20]
- El 25 de noviembre de 1541, la atribuye esa fecha la tradición local, porque ese el día de Santa Catalina de Alejandría, Patrona Religiosa de la ciudad de Moquegua.[21]
- El 10 de mayo de 1625, según nuevas y recientes investigaciones, que sostienen la veracidad definitiva.[20]

Alguno de los primeros y más importantes españoles asentados en la ciudad, fue el Marqués de Guadalcázar, Don Diego Fernández de Córdova, quien la favoreció con toda clase de mercedes y seguramente, con privilegio a Plaza de Armas. El ordenó su reedificación convirtiéndola en uno de los centros aristocráticos más importantes de la época, quien la doto de hermosos solares, casonas y templos, caracterizados por su arquitectura y estilo barroco español. Desgraciadamente varios sismos desastrosos (15 de febrero de 1600, 25 de noviembre de 1604, 27 de noviembre de 1630, 13 de noviembre de 1655, 21 de octubre de 1687, 22 de agosto de 1713, 13 de mayo de 1784, y otros durante la época republicana) echaron abajo estas construcciones.
Moquegua durante la colonia estuvo dentro de diferentes rangos, nombrados por orden cronológico, entre ellos:
- Moquegua como Encomienda:

Porque "sois de los primeros conquistadores y pobladores que conmigo pasaron de España a la conquista y pacificación de estos reynos, desde donde acá habéis servido a Su Majestad a vuestra costa con muchos trabajos hasta que toda la tierra se puso en la obediencia de Su Majestad y después en esta rebelión de los naturales y levantamiento de ellos habéis servido a Su Majestad...."
Francisco Pizarro

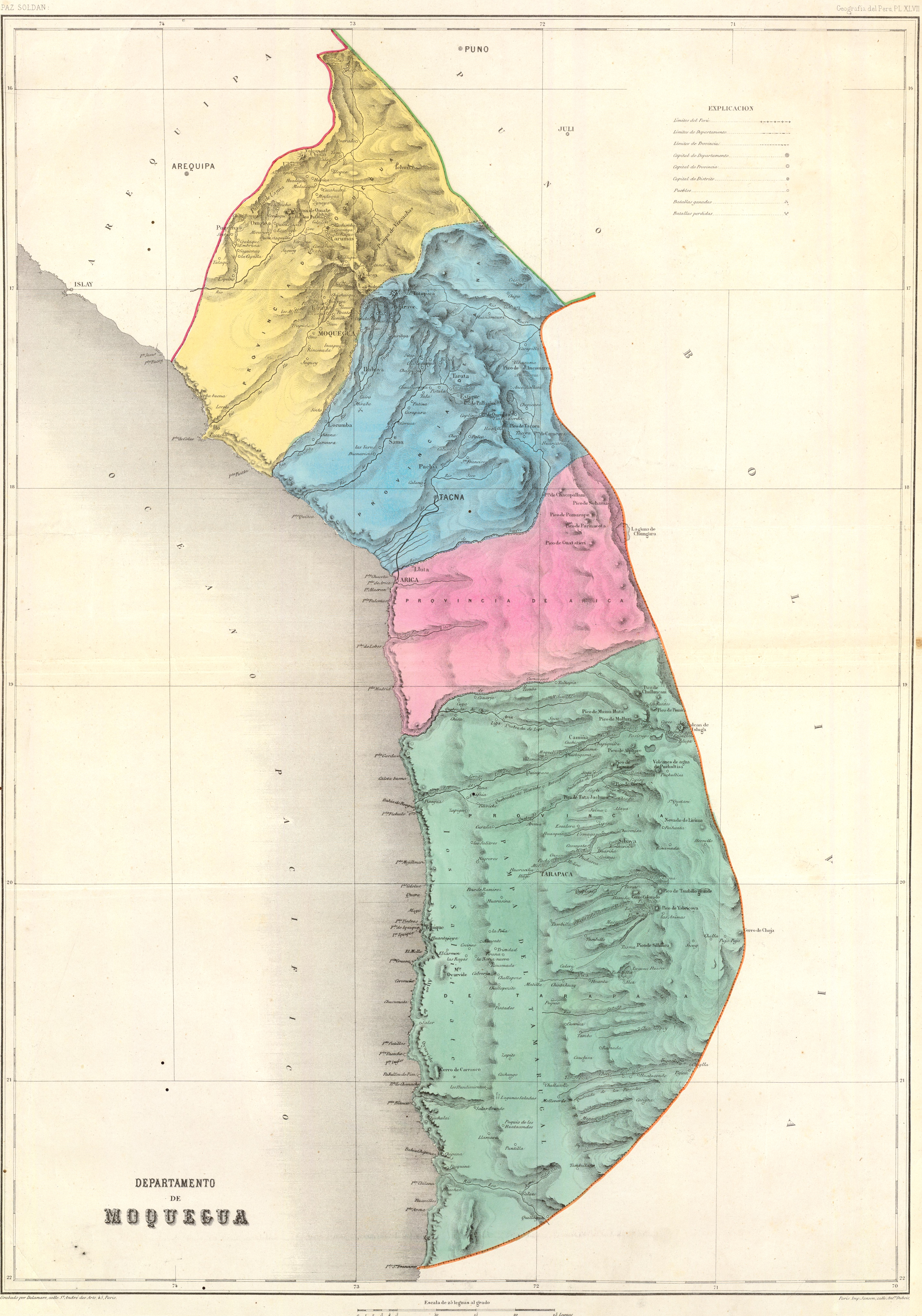
Departamento de Moquegua hacia 1865.

Creó así Francisco Pizarro las encomiendas de Omate, Puquina, Carumas, Torata, la de Ilo hasta Tarapacá (Donde estaba incluida la ciudad de Moquegua) y la de Ubinas. (Fragmentación del actual departamento de Moquegua).
- Moquegua como Corregimiento:

Corregimiento de Ubinas y Valle de Moquegua, con Torata, Challahuay, Carumas, San Cristóbal, Ubinas y Omate, Cuatro Curatos. Este Corregimiento, distribuidos entre los pueblos señalados, teenía diez repartimientos: Torata, Cochuna, separada del primero, Carumas de Hernán Bueno, otros Carumas incluyendo San Cristóbal, Pocosi (Pocci), Ubinas, Omate, Quinistacas, Puquina y Cheque Mitimas. En total, los repartimientos contaban con 1470 que tributaban impuesto, 513 viejos, 1957 muchachos y 3425 mujeres, o sea 7635 personas cuando Vásquez de Espinoza recorrió el Perú en 1618.
Fragmento de Manustricotso de Margesí

- Moquegua como Partido:

Las siete Intendencias se dividieron en 55 partidos que a su vez comprendían 483 doctrinas o parroquias y 977 anexos. Correspondían a Lima 9 partidos, a Trujillo 7, a Arequipa 8, a Tarma 9, a Huancavelica 4, a Huamanga 7 y a Cuzco 11. Los Gobernadores Intendentes serían la autoridad de las Intendencias reemplazando a los Corregidores y los Sub-Delegados ejercerían su autoridad en los Partidos, en lugar de los Gobernadores de los pueblos de la anterior política virreinal.

La Intendencia de Arequipa comprendía los ocho partidos siguientes: Arequipa (con 11 doctrinas); Cailloma o Callaguas (16 doctrinas); Condesuyos (9 doctrinas); Camaná (7 doctrinas); Moquegua (6 doctrinas), Arica (7 doctrinas); Tarapacá (4 doctrinas) e Iquique-Pisagua (4 doctrinas). En total 64 doctrinas o parroquias que dependían del Obispado de Arequipa. Las seis doctrinas o parroquias de Moquegua eran: Santa Catalina o Moquegua, Ilo, Torata, Carumas, Omate y Puquina.
Definición Política de Moquegua como Partido o Parroquia

### Periodo republicano

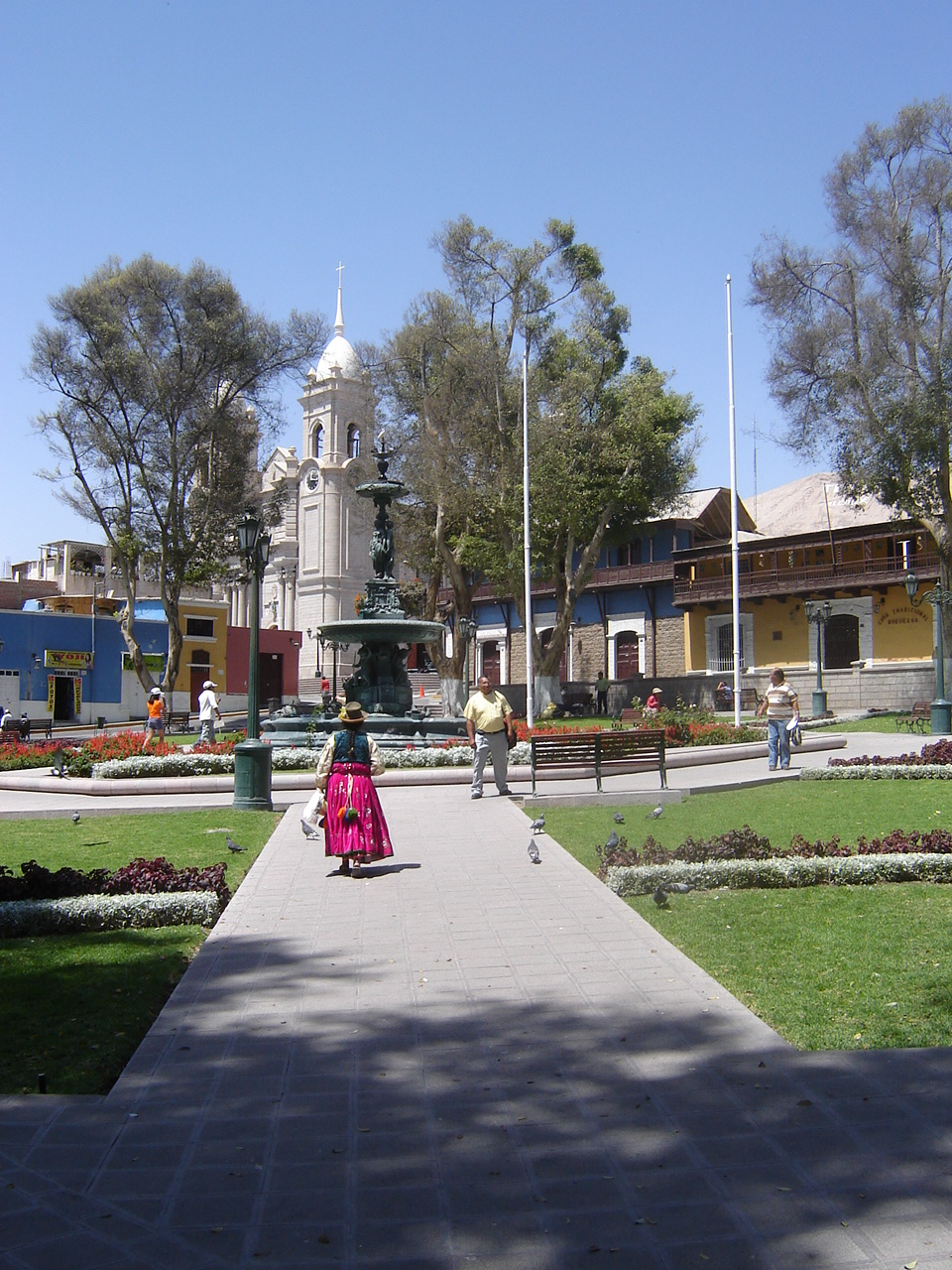
Plaza de armas de Moquegua.

Al proclamarse la independencia del Perú en el año 1821, ejercía la subdelegación el teniente coronel de Ejército don Anselmo Gago y el último en 1822, don Julián Lacarta, desempeñaba interinamente el cargo como autoridad en la ciudad de Moquegua (Villa en ese tiempo).
Moquegua tuvo una relevante participación en la historia nacional durante la colonia y notable papel durante la lucha por defender la soberanía del Perú, primeramente contra el ejército español (1823 Batalla de Torata y Batalla de Moquegua).
Uno de sus más destacados próceres, el mariscal Domingo Nieto, cuyo nombre lleva el regimiento escolta del Presidente de la República, peleó heroicamente en las batallas de Junín y Ayacucho. Participando y poniendo hincapié de la presencia del pueblo Moqueguano.
Luego de algunos años, en 1836, se rumoraba desde el gobierno central sobre la posible unión entre el Alto y Bajo Perú, que poco a poco empezaba a ser confirmada, ya que desde el año 1834, existía un proyecto de Confederación proponiéndole Gamarra a Nieto la presidencia del Estado Sur Peruano que se conformaría (conformado por Ayacucho, Arequipa, Puno y Cuzco), oferta que el moqueguano rechazó, exigiendo más bien este a Gamarra la rendición de sus fuerzas a Orbegoso que ejercía la presidencia del Perú en ese momento.
Salaverry, principal opositor a la Confederación Perú-Boliviana, aprovechó el viaje de Orbegoso hacia el sur del Perú, para autoproclamarse Presidente Supremo de la República, enfrentándose con la alianza Orbegoso-Santa Cruz, perdiendo en la Batalla de Socabaya el 7 de febrero de 1836. Fue hecho prisionero y fusilado en la Plaza de Armas de Arequipa.
Sin mayor preámbulo, se continuó con los planes confederativos; ubicando a Moquegua dentro del departamento de Arequipa en el Estado Sud-Peruano en los años de la Confederación (1836-1839). Durante la batallas restauradoras, en Moquegua, se firmaba una acta en la que los habitantes de la ciudad de Moquegua, con intrepidez se separaban de la Confederación, siendo su voluntad se restableciese la integridad de la República. Con motivo de esta acción, las señoras y el pueblo salieron a las calles, vivando la Libertad, la Patria y el veterano que la ha salvado, refiriéndose, seguramente a Gamarra.

"La ciudad de Moquegua puede gloriarse de haber sido uno de los primeros pueblos de la República que amó la libertad y la independencia. Los españoles destruyeron aquella población, entregándola al furor y al saqueo de la soldadesca desenfrenada, en los momentos que un triunfo sobre nuestras armas habría henchido su orgullo y su deseo de venganza. Un castigo tan bárbaro, ejecutado para ser más cruel y horroroso, cuando la sangre peruana humeaba todavía en sus calles y casas, no pudo contener su patriotismo, ni moderar su odio justo e implacable a los enemigos de la libertad, han sido extraordinarios su entusiasmo y decisión, tocando hasta el delirio. el pueblo y las señoras han paseado por las calles vivando la Libertad, la Patria y el veteranoque la ha salvado. Músicas y regocijos no han cesado un momento, y en Moquegua se han renovado en esta ocasión los solemnes juegos de la Grecia consagrados a la Liberad. Hijos ilustres de Moquegua: Sois dignos de ella. Vuestros hermanos de Arequipa os felicitan por vuestras virtudes cívicas; cada día sois más queridos a nuestro corazón porque en los días de esclavitud y de dolor, no quisisteis separaros de nosotros, no siendo bastante para arrancaros de nuestros brazos la espada del conquistador..."
 "El Republicano" de Arequipa, edición 6

Una vez disuelta la Confederación (1839), otro hecho importante durante la república fue el terrible terremoto del 13 de agosto de 1868, el que suprimió a la ciudad y la despojo de su arquitectura como ningún otro sismo lo habría hecho. Esta es una carta pidiendo auxilio en nombre de las víctimas:

Moquegua, 14 de agosto de 1868

Mi señor General Prefecto de este departamento:

Con bastante sentimiento comunico a usted que a las cinco de la tarde de ayer, se sintió un fuerte terremoto que ha destruido la mayor parte de la población; los movimiento de la tierra fueron tan recios y repetidos que no ha habido casa que haya podido resistir sin ser gravemente averida, esto es, la que no sido derribada desde sus cimientos.

Lamentablemente en extremo es señor Prefecto el cuadro que presenta esta ciudad; los templos, hospital y colegio todo queda derribado, incluso el reloj público. Las bodegas de las haciendas han tenido igual suerte y los licores que contenían, han corrido por el campo. Las pérdidas que nos ha ocasionado la catástrofe de que doy parte a usted son de pronto incalculables, y muchos años pasarán sin poder recuperarse; nótanse igualmente en el comercio perjuicios de gran consideración, pues casi todas las tiendas en su desploma han cubierto y destrozado los artículos que contenían.

Respecto a las víctimas que se lamente, no es posible por ahora fijar el número de las que habrían perecido en las casas derribadas, pues no existiendo en la policía una fuerza competente, no se ha podido levantar los escombros, además de que los movimientos de la tierra hasta ahora mismo se repiten amenazándonos mayor ruina, y en lo poco que se han levantado los escombros, se han encontrado cuarenta y tantos cadáveres entre hombres, mujeres y niños, y de temor se halla toda la gente del campo. Con el fin de desenterrar los muertos, levantar escombros y demoler edificios que ofrecen peligro he oficiado al Comandante General Coronel Leyseca, para que me remita de Torata parte del batallón, y por el oficio que de dicho Coronel adjunto a usted, se impondrá de que en aquel pueblo ha ocurrido iguales desgracias. Dígnese pues usted si lo juzga conveniente poner esta comunicación en conocimiento del Supremo Gobierno para que sirva exonerar a esta Provincia del pago de la contribución predial del semestre de San Juan que lo juzgo imposible de realizar, pues hasta la fecha no se ha conseguido su realización.

Dios Guarde a usted.

P.O. Cores
INFORME DEL SUPREMO DE MOQUEGUA

Los terremotos en la época republicana fueron: 13 de septiembre de 1833, 13 de agosto de 1868, 11 de mayo de 1948, 23 de junio del 2001
Luego, en la Guerra del Pacífico, Moquegua tuvo una destacada participación, especialmente en la Batalla de Los Ángeles, ocurrida el 22 de marzo de 1880, cuyo teatro de operaciones fue lo que actualmente se conoce como Alto la Villa o también Los Ángeles, centro poblado mayor de la ciudad de Moquegua.
Iniciada la Batalla de Los Ángeles, desde las cinco a las diez y media de la mañana, las tropas peruanas sufrieron 30 bajas, además de unos 70 heridos. Para las chilenas, las bajas fueron unos 100 muertos y mayor número de heridos. Sin embargo, luego del triunfo en posteriores batallas, entraron los chilenos a Moquegua. La mayor parte de haciendas sufrió los desmanes y destrozos por parte del Ejército de Chile, quienes aniquilaron el ferrocarril Ilo-Moquegua, se llevaron joyas, reliquias familiares y religiosas, la base metálica de la pileta en la Plaza de Armas, piscos y vinos.
Permanecieron los chilenos en Moquegua hasta el 27 de abril de 1880, siendo la división del Coronel Muñoz la última en abandonarla. Fue dejado un pequeño destacamento de 50 soldados de caballería al mando del Alférez Letelier, quien debía requisar ganado para el mantenimiento del ejército invasor. Letelier reunió en el interior unas 300 reses y otros productos con los que llegó a Moquegua, pero un grupo de moqueguanos encabezado por Pedro Flores, atacó e hizo prisionero a Letelier quitándole el ganado y los productos requisados.
Actualmente la Ciudad de Moquegua, es la capital del Departamento de Moquegua, creada por Ley N°8230 en el Gobierno del Presidente Oscar Benavides, cuenta con un ambiente acogedor y tranquilo, con diferentes atractivos turísticos e históricos (en remodelación: Plazas, Pileta, calles, etc.). Su alcalde es el Sr. John Larry Coayla.

## Anexos
En la última década la ciudad de Moquegua a experimentado un crecimiento acelerado de su mancha urbana generado principalmente por migraciones de zonas altas de la Región así como de otros departamentos, esto conllevo a que se crearan nuevos Centros poblados y Asentamientos humanos a las afueras de la ciudad tales como:
DISTRITO DE MOQUEGUA:
- C.P Los Ángeles
- A.H Hábitat
- Urb.Santa Catalina
- Urb.Santa Fortunata
- Urb.El Pedregal
- C.P San Francisco
- ASOC.Pampas de San Francisco
- Urb.Mariscal Nieto
- C.P Chen Chen
- ASOC.Hipólito Palao
- ASOC.Alto Moquegua
- ASOC.Leoncio Prado
- ASOC.Vicente Zeballos
- ASOC.Nueva Vida
- ASOC.Apemipe
- ASOC.Villa Magisterial
- Urb.San Valentín
- Urb.San Martín de Porres
- Urb. Mercedes Cabello de Carbonera

DISTRITO DE SAN ANTONIO
- ASOC. 13 de abril
- Urb.San Pedro San Pablo
- Urb.Paraíso
- Urb.Enrique López Albujar
- Urb.San Diego
- Urb.Sinmac
- SECTOR Pampas de San Antonio 1-A2
- SECTOR Villa el Salvador 1
- ASOC. Bihohuerto Binacional

DISTRITO DE SAMEGUA
- Urb.Internacional
- ASOC.Nuevo Samegua
- ASOC. El Progreso de Samegua

## Geografía
La ciudad-capital está situada en el Valle de Moquegua, un oasis en la zona desértica del departamento, sobre la Cordillera Volcánica del sur Peruano, perteneciente a la Cordillera de los Andes (Zona Volcánica Central), a una altitud de unos 1410 m s. n. m.. Tiene un área total de 3949 km2. Geográficamente se sitúa en las coordenadas 17°12′0″S 70°56′00″O / -17.20000, -70.93333. El territorio donde se asienta la ciudad fue un valle y actualmente es rodeada por el mismo, llamado "Valle" la entrada de la ciudad y hacia más arriba el valle es llamado "Villa", por el apodo de esa zona "Alto la Villa", aunque todo es considerado valle.
Está delimitada por un sistema montañoso en el que se destacan: el cerro "Los Ángeles" (valor histórico), cerro "Estuquiña" (valor religioso) y el cerro "Huaracane" (valor minero) ubicados al norte de la ciudad; sin dejar de mencionar a los cerros, "El Siglo", "Chen Chen" y el rodeado cerro "San Bernabé", que con el trascurrir de los años fueron siendo habitados e incorporados a la ciudad.
Su único río es el río Moquegua de corto recorrido formado por la unión de pequeños cursos de agua de los ríos Torata, Huaracane y Tumilaca, después de pasar por la ciudad, desemboca en un cañón llamado Osmore, que limita a Ilo de Pacocha, este atraviesa la ciudad; presenta una especial característica, aumenta su caudal de agua en el verano, y casi nulo caudal de agua en el invierno, característico de los ríos de la costa Peruana.

### Clima
La ciudad tiene un clima entre cálido, clima templado y soleado, con una amplitud térmica moderada, que oscila entre los 19,2 °C mes de febrero y 14,7 °C mes de julio, con una temperatura media anual de 17.1 °C similar al clima seco de yunga y desierto subtropical. La temporada más lluviosa del año es entre diciembre y marzo, alcanzando los 1.58 mm/mes, la ciudad cuenta con un nivel muy bajo de lluvias, obligándole a recurrir para la agricultura a sus afluentes terrestres como los ríos y las reservas, entre ellas Pasto Grande. En contraste, las temporadas más secas del año se presentan entre abril y noviembre, meses en los que durante la noche se presenta un clima frío y un viento helado; durante este periodo las temperaturas suelen rondar los 10 °C. Generalmente todos los meses del año son muy soleados y acompañados de vientos, haciéndose notar las estaciones frías durante la noche. En los meses de verano caen lluvias de moderada a ligera intensidad sobre todo en los meses de enero, febrero y marzo.
La ciudad de Moquegua registra un promedio total de 3230 horas de sol al año: 9 horas de sol al día en los meses de abril a diciembre y 7 horas al día entre enero y marzo, siendo denominada por algunos La Capital del Sol, y siendo recomendada por su buen clima para la cura de muchas enfermedades respiratorias.
En ocasiones se pueden presentar grandes levantamientos de polvo producidos por fuertes vientos, el 8 de julio del 2016 se registró 36 °C, producido por un fenómeno llamado subsidencia, el cual generó fuertes vientos y levantamiento de arena.
| Parámetros climáticos promedio de Moquegua | Parámetros climáticos promedio de Moquegua | Parámetros climáticos promedio de Moquegua | Parámetros climáticos promedio de Moquegua | Parámetros climáticos promedio de Moquegua | Parámetros climáticos promedio de Moquegua | Parámetros climáticos promedio de Moquegua | Parámetros climáticos promedio de Moquegua | Parámetros climáticos promedio de Moquegua | Parámetros climáticos promedio de Moquegua | Parámetros climáticos promedio de Moquegua | Parámetros climáticos promedio de Moquegua | Parámetros climáticos promedio de Moquegua | Parámetros climáticos promedio de Moquegua |
| Mes                                        | Ene.                                       | Feb.                                       | Mar.                                       | Abr.                                       | May.                                       | Jun.                                       | Jul.                                       | Ago.                                       | Sep.                                       | Oct.                                       | Nov.                                       | Dic.                                       | Anual                                      |
| ------------------------------------------ | ------------------------------------------ | ------------------------------------------ | ------------------------------------------ | ------------------------------------------ | ------------------------------------------ | ------------------------------------------ | ------------------------------------------ | ------------------------------------------ | ------------------------------------------ | ------------------------------------------ | ------------------------------------------ | ------------------------------------------ | ------------------------------------------ |
| Temp. máx. abs. (°C)                       | 32                                         | 33                                         | 32                                         | 30.2                                       | 30.9                                       | 30.4                                       | 36                                         | 30.1                                       | 31.2                                       | 30.6                                       | 30                                         | 31.4                                       | 36                                         |
| Temp. máx. media (°C)                      | 25.7                                       | 25.8                                       | 25.6                                       | 24.7                                       | 23.4                                       | 22.3                                       | 21.8                                       | 22.2                                       | 23.1                                       | 23.8                                       | 24.8                                       | 25.4                                       | 24.1                                       |
| Temp. media (°C)                           | 19.1                                       | 19.2                                       | 18.8                                       | 17.7                                       | 16.3                                       | 15.2                                       | 14.7                                       | 15.3                                       | 16.1                                       | 16.8                                       | 17.8                                       | 18.4                                       | 17.1                                       |
| Temp. mín. media (°C)                      | 12.6                                       | 12.7                                       | 12                                         | 10.7                                       | 9.3                                        | 8.1                                        | 7.7                                        | 8.4                                        | 9.2                                        | 9.8                                        | 10.8                                       | 11.5                                       | 10.2                                       |
| Temp. mín. abs. (°C)                       | 9                                          | 9                                          | 9                                          | 7                                          | 7                                          | 4                                          | 2                                          | 4                                          | 6                                          | 7                                          | 8                                          | 8                                          | 2                                          |
| Precipitación total (mm)                   | 18.4                                       | 24.3                                       | 0.9                                        | 4.1                                        | 0                                          | 0                                          | 0                                          | 0                                          | 0                                          | 0                                          | 0                                          | 0.6                                        | 48.3                                       |
| Fuente: SENAMHI                            |                                            |                                            |                                            |                                            |                                            |                                            |                                            |                                            |                                            |                                            |                                            |                                            |                                            |

## Demografía
Según el Instituto Nacional de Estadística e Informática, la población estimada para el año 2012 será de 171 229 habitantes.[cita requerida]

## Economía
Es una de las regiones con mejor calidad de vida del Perú, su PBI per cápita es de aproximadamente 30 mil dólares, generados mayormente por la gran actividad minera existente en dicha región, principalmente el cobre, plata, oro, entre otros.
El canon minero es la principal fuente de recursos financieros para las obras públicas. Este recurso fue defendido por los moqueguanos en el llamado "Moqueguazo" del año 2008.

### Actividades Laborales
Cultivo de palta (aguacate), uva, etc
la agricultura es la forma de vida durante décadas, además de la 
ganadería y minería

### Industria
La actividad económica de mayor relevancia en Moquegua, por su aporte al producto bruto interno (PBI) de la nación, es la minería. El producto minero de mayor abundancia en el departamento es el cobre, razón por la que Moquegua es denominada “la capital del cobre peruano”.
Cuajone es el yacimiento minero de mayor producción, ubicado a 3500 m sobre el nivel del mar y a 45 km de la ciudad de Moquegua, en el distrito de Torata, provincia de Mariscal Nieto, una de las más grandes del país

### Comercio
Se comercia el pescado, palta, entre otros productos que se dan en las zonas.
- Plaza Vea
- Promart
- Estilos
- D'moda
- Cinestar
- Banco de la Nación
- Banco de Crédito del Perú
- Banco Interbank
- Banco Scotiabank
- Banco Azteca
- Caja Arequipa
- MI FINANCIERA COOPAC
- MiBanco
- Caja Municipal de Tacna
- Caja Nuestra Gente
- Caja Municipal de Sullana
- Financiera Compartamos
- PRESTAPERU
- Coop. Santa Catalina
- Coop. Cuajone
- Coop. Juntos por el Desarrollo
- FINANCIERA NUEVA VISION
- Fondesurco
- Mapaza

## Monumento y lugares de interés

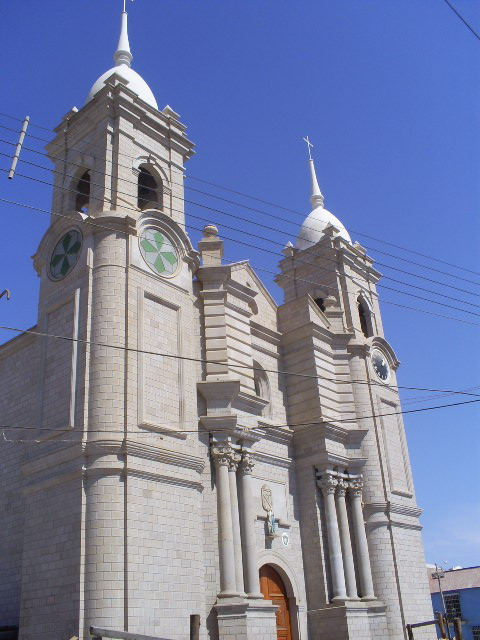
Basílica Catedral de Moquegua.

### Casco antiguo
La primera impresión que se siente al llegar a Moquegua es la de una ciudad encantada que permanece en el tiempo e invita al descanso y la meditación. Ciudad maravillosa, del mejor clima del Mundo y entorno sereno. Los artísticos y artesonados balcones de la ciudad de Moquegua fueron elaborados entre los siglos XVIII y XIX, en ellos se puede observar no solo la prodigalidad de sus antiguos propietarios sino también los diferentes estilos arquitectónicos de sus diseños.
Entre los balcones coloniales podemos mencionar el del solar de los Montenegro y el de los Fernández De Córdova, este último, en plena Plaza Mayor, para su manufactura se trajo caoba desde la selva peruana. Su estilo arquitectónico pertenece al barroco colonial. Actualmente es el balcón de cajón más extenso de la costa sur peruana[cita requerida]. Entre los balcones republicanos destacan el de los Cabello, los Salas y el de la matrona Águeda Vizcarra Góngora Vda. de Angulo, cuyos artesonados juegan entre la madera de líneas neoclásicas y el fierro forjado
Los elegantes pórticos de piedra de la ciudad están confeccionados con piedra de las canteras que rodean la ciudad. Los pórticos de los antiguos solares son de manufactura elegante y sobria, enmarcan enormes puertas talladas y tachonadas en bronce. Podemos observar dos estilos. El primero perteneciente a la arquitectura Colonial, en donde se aprecian figuras geométricas, míticas y flora, además de los escudos de armas de sus antiguos propietarios, tal como observamos en las fachadas de los antiguos solares de los Montenegro (calle Cajamarca), la de los Nieto y Roa, Conde de Alastaya, (calle Moquegua), la de los Zeballos (Interior del INC) y la de los Diez Canseco Fernández Dávila (calle Ayacucho).
En un principio este tipo de pórticos era una característica distintiva de los antiguos solares, donde sus primeros dueños hacían labrar sus distinguidos y rancios escudos de armas y procedencia familiar de la península. Los constantes movimientos telúricos así como la desidia y descuido de los nuevos propietarios hicieron que se perdieran muchas de estas artísticas obras del arte mestizo colonial.
El segundo estilo de pórticos corresponde a la arquitectura Republicana, estos son los que encuentran en mayor número. Las ventanas de los antiguos solares muestran un marcado estilo hispano. Los estilos varían respectivamente, según los detalles arquitectónicos. Estas pueden estar enmarcadas en piedra o madera, dependiendo si pertenecen a la arquitectura colonial o republicana respectivamente.
En algunos casos poseen un pie y corona como la de los Fernández De Córdova y los Angulo, otras solo un marco de piedra labrada como la de los Diez Canseco Fernández Dávila, la de los Chocano, los Jiménez de la Flor.
Algunas son pequeñas y muestran un detalle curioso como una serpiente como la de los Fernández Maldonado (Casa de la Serpiente) y otras con marco de madera como la de los de la Torre Angulo, entre otras. En todos los casos estas ventanas poseen artísticas rejas forjadas en hierro así como puertas talladas, en su mayoría con motivos florales o geométricos.

### Arquitectura civil-doméstica
Las Casonas de techo en forma de “Mojinete”, ventanas y rejas sevillanas y nobles portadas de piedra nos hablan de su esplendoroso pasado. Es una ciudad de estilo y herencia hispana. De espléndida y sobria fachada, ubicamos el Muro de la Iglesia Matriz, en un extremo de la Plaza Principal, mudo testigo de la historia de Moquegua. En el centro de la plaza se yergue una Fuente diseñada por el ing. francés Gustavo Eiffel, custodiada por ancestrales ficus. La impresionante pieza de tres pisos es de estilo neoclásico, adornada con esculturas mitológicas: querubines y diosas griegas. Al lado sur de la plaza se ubica el Solar de los Fernández de Córdova, antigua residencia de Don Diego Fernández de Córdova, cuyo balcón de cajón, es el más extenso de la costa sur peruana. Para su confección se trajo caoba desde la selva peruana en el siglo XVIII. Al lado derecho se encuentra el antiguo Corregimiento, recio edificio construido en piedra, con techos abovedados, guarda en su interior la hermosa fachada del que fuera el Solar de los Zeballos. Y al izquierdo el Solar de los Fernández Maldonado (Casa de las Diez ventanas). En un extremo de la plaza, el Solar de los Chocano, de fachada y edificación en piedra, guarda primorosos objetos virreinales. Perteneció a la familia del poeta José Santos Chocano.
Muy cerca de la plaza, en la calle Moquegua, se ubica el Solar del conde de Alastaya. Este solar mantiene parcialmente la fachada principal, que denota una estructura de dos plantas. El arte mestizo en piedra manifiesta la exquisitez de la portada donde destaca el escudo heráldico de Dn. Ignacio Nieto y Roa, primer Conde de Alastaya. Al otro extremo y muy cerca de la plaza, el Solar de los Cabello, edificado en piedra, con techos abovedados y balcones de fierro y madera, donde nació la escritora Mercedes Cabello de Carbonera. Al frente del Solar de los Cabello podemos ver la Casa de la Cultura, perteneciente a la Municipalidad de Moquegua y en cuyo interior se observa la “Tinaja más Antigua de América”El único museo de la ciudad es el Museo Contisuyo. En su interior se exhiben piezas de cerámica, fardos funerarios, tejidos, vestimentas, objetos de oro, plata y otros restos de los cazadores seminómades, de los Huaracane y posteriormente de las culturas Tiahuanaco, Wari, Chiribaya, Estuquiña e Inca, que habitaron en los valles de la cuenca Osmore.

#### Arquitectura religiosa

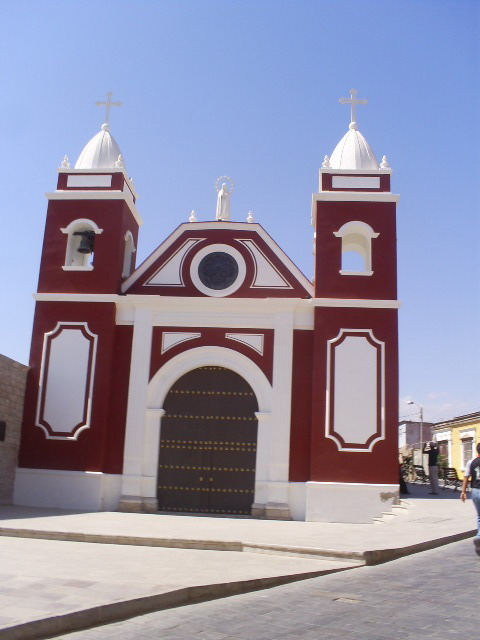
Iglesia Belén.

Dentro de la arquitectura religiosa, ubicamos lo que fuera el Catedral de Santo Domingo. Construida para que sirviera como Iglesia, Convento, Hospicio y Escuela de Primeras Letras. Hoy sólo se observa el Templo elevado a catedral. Una de las pocas iglesias en el mundo donde se venera una santa en cuerpo presente. Santa Fortunata, cuya fiesta se celebra el 14 de octubre. Llegó a Moquegua desde la Ciudad del Vaticano en 1798. El Complejo Betlemítico, imponente edificación que cuenta con la iglesia Belén de bella arquitectura. Convento y Hospital con campanario, sacristía, botica y portería. Fundado en 1743, fue uno de los hospitales más antiguos de América Virreinal.
Complejo de San Francisco, (iglesia, convento y escuela). Desde su inicio funcionó para actividades docentes y misioneras y posteriormente como convento de varones. Fue sede del antiguo colegio “Propaganda Fide”. Destruido y levantado después de desastrosos sismos, aún mantiene la mayor parte de su estructura de piedra y el ingreso a las Catacumbas. De la antigua iglesia de San Francisco hoy solo quedan viejas paredes derruidas.

### Alrededores
Muy cerca de Moquegua, a media hora por carretera, se encuentra la Villa de Torata. Al llegar, podemos ver los antiguos Molinos de la época colonial, construidos en piedra, de techos con mojinete y bóvedas para la molienda del grano y conservación del producto. El más antiguo data de 1522, en la Pascana. La iglesia de Agustín, de arquitectura colonial (1652-1691), fue construida en barro y posteriormente de piedra granítica, es santuario de la Virgen de la Candelaria desde el virreinato. A unos metros de la iglesia, se ubican Las Catacumbas construidas de piedra granítica pulida y argamasa (cal). Posee una arquitectura característica de la época colonial con ventanas tipo embudo, que permiten iluminar el ambiente con una mínima captación de luz.

## Telecomunicaciones
En Moquegua la telefonía fija se encuentra operada por Telefónica del Perú, la cual además ofrece servicios de Internet y televisión satélital, la empresa Cable Club (de capital de la Regional) brinda servicios de televisión por cable e Internet.
Respecto a la telefonía móvil, en la ciudad de Moquegua operan las siguientes empresas: Movistar, Claro (América Móviles) y Nextel, la última usada más el sector empresarial, Claro, Movistar y Nextel ofrecen su servicio con tecnología 3.5G (solo con cobertura en Moquegua, Samegua y Villa Cuajone) permitiendo así Internet móvil de banda ancha, videollamadas, entre otros.

### Otros medios de comunicación
Entre los periódicos que se imprimen en la ciudad, se encuentran el diario "La prensa Regional" y "La Región".
En lo que respecta a emisora de radios, Moquegua cuenta con emisoras propias de la ciudad como:
- Radio Latina
- Radio Americana
- Radio Expresión
- Radio Galaxia
- Radio Primavera
- Radio Libertad
- Radio Universal
- Radio Sol

## Transporte

### Transporte terrestre
El Departamento de Moquegua cuenta con una Red Vial de 1,895.8 km, de los cuales 458 km (24.2 %) pertenecen a la Red Nacional, 309.4 km (16.3 %) a la Red Departamental y 1,129.4 km (59.5 %) a la Red Vecinal.
El departamento de Moquegua cuenta con dos vías principales para articularse con los departamentos de la Macrorregión Sur: la carretera Binacional Ilo – Desaguadero que atraviesa la región de oeste a este y la carretera Panamericana Sur que atraviesa el departamento de norte a sur. A la carretera Binacional confluyen el Eje Interoceánico Puno Moquegua.
Así mismo, la carretera Moquegua – Omate permite la integración de pueblos alto andinos localizados en la sierra del departamento (Cuenca del río Tambo), contribuyendo al flujo de productos agrícolas hacia la costa.
La carretera Binacional Ilo – Desaguadero – La Paz ha permitido dinamizar la capacidad importadora y exportadora de la región, el turismo latinoamericano y principalmente el desarrollo de las poblaciones del sur del Perú. El beneficio inmediato se traduce en el menor tiempo de viaje entre la costa y el altiplano y la reducción de los costos de transporte, facilitando principalmente los flujos comerciales que se dan con gran intensidad entre estas zonas.
La Carretera Costanera permite articular directamente la ciudad y puerto de Ilo con las ciudades de Camana y Matarani por el norte y la ciudad de Tacna por el sur.

### Vía aérea
La ciudad cuenta con el “Aeródromo Hernán Turque Podestá” ubicado en el distrito de Moquegua y con el aeropuerto de la provincia de Ilo, que tienen los estándares reglamentarias de aeronavegación; sin embargo, debido al bajo nivel de demanda no están en funcionamiento, debido a las ventajas económicas del transporte por carretera. Estos aeropuertos están considerados como infraestructura alterna a los aeropuertos de Arequipa y Tacna.
Adicionalmente, el departamento cuenta con 2 aeródromos ubicados en Ciudad Nueva en Ilo y en Villa Botiflaca en Cuajone, que son de propiedad de la Empresa Minera Southern Perú Cooper Corporation y su uso es exclusivamente de privado.

### Vía acuática
Transporte acuático
El Terminal Portuario de Ilo es el más importante de la Región. Cuenta con un equipamiento moderno y sus dimensiones son 300 m de largo por 27 m de ancho. Presenta un desembarcadero de concreto armado de 71,9 m de largo por 23 m de ancho, para el atraque directo para buques de 20,000 t y dos para buques de 3,000 t, además de realizar las operaciones de embarque y desembarque, almacenamiento y conservación.
El área de influencia del TM de Ilo comprende a las regiones de Tacna, Puno, Cuzco, Madre de Dios y la República de Bolivia. En el mediano plazo su importancia se incrementará como consecuencia de la ampliación de la frontera agrícola en la Región (Proyecto Especial Pasto Grande y el Proyecto CLEMESI) y por el tránsito que generará la carretera Interoceánica.

## Salud
Por ser la capital administrativa y económica de la Región Moquegua, la ciudad cuenta con gran cantidad de centros de salud tanto públicos y privados.
Las Instituciones de Salud Públicas que están presentes en la ciudad son:
- Ministerio de Salud

- Hospital Regional Moquegua
- CLASS El Siglo
- CLASS Mariscal Nieto
- CLASS Mercado Central
- CLASS San Francisco
- CLASS San Antonio
- CLASS Samegua
- CLASS Los Ángeles
- CLASS Chen Chen

- EsSalud

- Hospital Nivel II: Moquegua

Las Instituciones de Salud Privada que están presentes en la ciudad son:
- Clínicas

- Clínica Fajardo
- Clínica Santa Catalina
- Clínica Moquegua
- Clínica Servimedco
- Clínica Daniel Alcides Carrión

## Educación

### Educación universitaria
Universidades privadas: la Universidad José Carlos Mariátegui, la primera universidad privada en la ciudad, la Universidad Nacional de Moquegua (UNAM), Universidad Alas Peruanas.
Adicionalmente, en Moquegua se encuentran ubicadas sucursales de otras diferentes universidades como son la Universidad Inca Garcilaso de la Vega, Universidad César Vallejo, Universidad Nacional de San Agustín, entre otras.

## Cultura
El club más antiguo de esta ciudad es el Club Moquegua, fundado en 1921.

### Festividades
Costumbrista; festivo, agrícola
Es una fiesta religiosa de la patrona Santa María Magdalena.
Los mayordomos son los que se encargan de realizar su misa contratando un sacerdote que viene desde Ubinas o Arequipa.
Realizan todo el 22 de julio siendo su día central misa, procesión y fiesta solo en la plaza principal.
En la fiesta se ven las parejas que se dan cita en los alrededores.
Calendario De fiestas En Moquegua:
Febrero.
- Fiesta de la Virgen de la Candelaria en Torata.
- Fiesta de Carnavales en Carumas, San Cristóbal, La Capilla y Ubinas.
- Tercera semana, Semana turística de verano, en Ilo.

Marzo.
- Fiesta de las Cruces, en Carumas.
- Fiesta de la Virgen de la Candelaria, en Pocata.
- Fiesta de San José, en Huasacache.
- Fiesta de la Amargura, en La Capilla.

Abril.
- Semana de Santa, en Calacoa, Omate, La Capilla, Puquina y Quinistaquillas.
- Semana Turística y de Aniversario, en Omate.

Mayo.
- Fiesta de las Cruces, que se festejan en las iglesias de Moquegua, Samegua, Chojata, La Capilla, Ubinas y El Algarrobal.
- Fiesta de San Isidro, en Carumas y Quinistaquillas.
- Fiesta de Señor Piedades, en Quinistacas.
- Fiesta de Aniversario en Ilo.

Junio.
- Fiesta de Corpus Cristi, en Calacoa.
- Aniversario y Semana Turística, en Torata.
- Fiesta de San Pedro, en Coalaque, Maycunaca e Ilo.
- Fiesta de San Juan, en Ichuña, Lucco y Anascapa.

Julio.
- Fiesta de San Ignacio, en Ichuña.
- Fiesta de la Virgen del Carmen, en Ilo.

Agosto.
- Fiesta de Escarbo de Acequias, en Lloque.
- Fiesta de Aniversario y Festividad de San Bernardo, en Quinistacas.

Septiembre.
- Festividad del Señor de Yacango, en Torata.
- Fiesta de Santa Cruz Exaltación, en Curo.
- Fiesta de Urro Cruz, en Puquina.
- Festividad de San Miguel de Arcanos, en Ubinas.

Octubre.
- Fiesta de Santa Fortunata, en Moquegua.
- Festividad del Señor de los Milagros, en Yacango.
- Fiesta de la Virgen del Rosario, en Matalaque.

Noviembre.
- Aniversario y Semana Turística, en Moquegua.
- Fiesta de Aniversario, en Carumas y Samegua.
- Fiesta de Todos los Santos, en La Capilla.

Diciembre.
- Fiesta de la Inmaculada Concepción, en Samegua, Quinistacas, Ubinas e Illubaya.
- Fiesta de Aniversario, en Puquina.

## Gastronomía
Moquegua es la única región del Perú que a lo largo de toda su historia ha centrado su creatividad en dos actividades gastronómicas; la elaboración de vinos, piscos, macerados y licores y la producción de dulces.
- Patasca moqueguana
- Cacharrada
- Chicharrón de chancho
- Moqueguano de camarones
- Cuy frito
- Picante de cuy
- Arroz con pato

Repostería
Moquegua es la única ciudad en América en poseer más de 500 recetas propias para la elaboración de dulces, panes y pasteles.

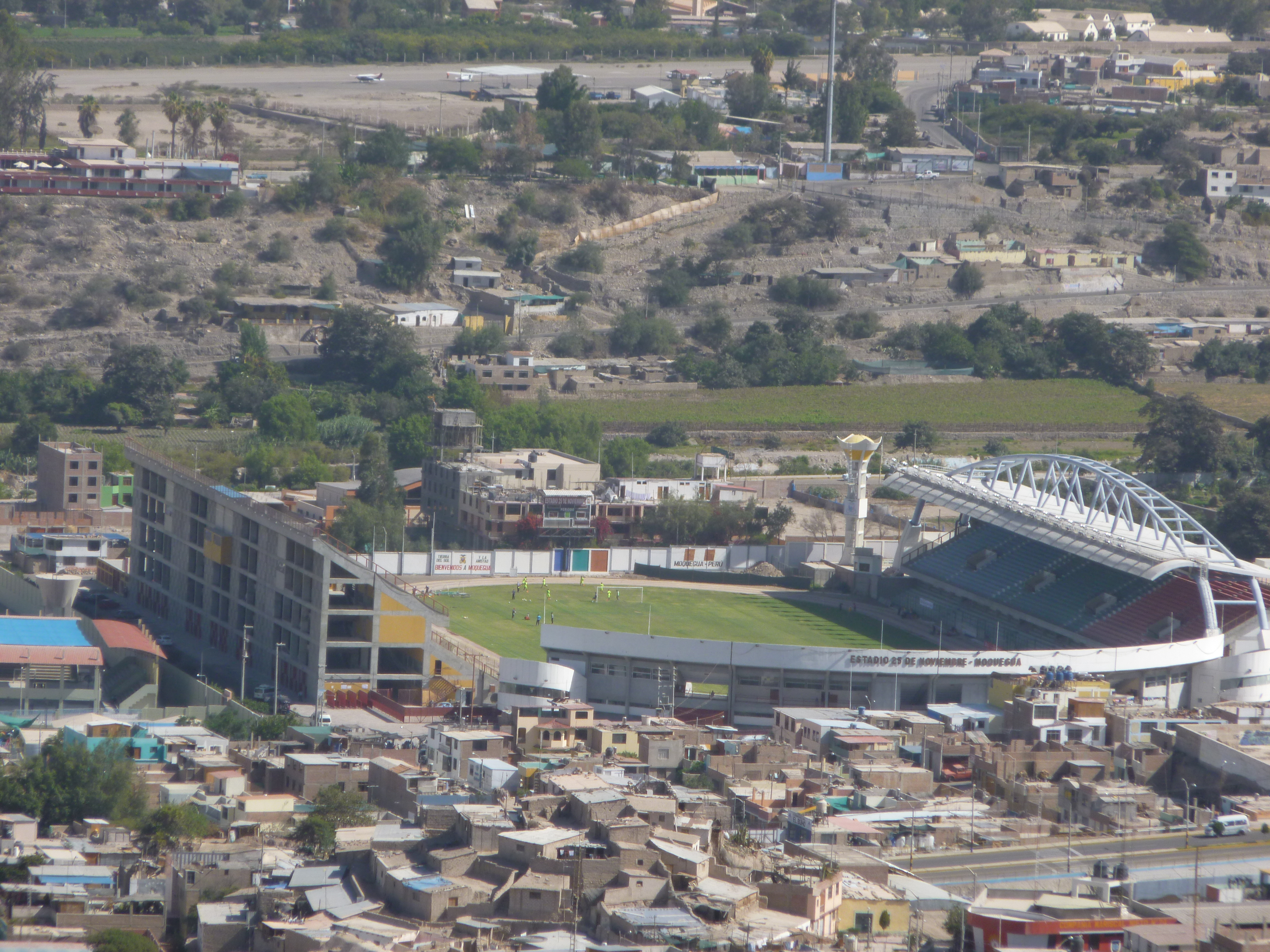
Estadio 25 de Noviembre.

- Alfajor de Penco
- Guargüeros
- Voladores
- Suspiros
- Torta de maíz
- Roscas
- Manjar Blanco
- Hojaldrilla
- Alfajorillo
- Turrones

## Deportes
En fútbol los equipos Atlético Huracán, Juvenil Los Ángeles, Cobresol y San Simón han participado alguna vez en la Primera División del Perú, de los cuales solo el primero aún mantuvo su identidad y localía en Moquegua (Cobresol se convirtió en Juventud Cobresol, Juvenil Los Ángeles dejó de existir y San Simón se refundó con otro nombre en el distrito de Magdalena del Mar, en Lima)
| Clubes de fútbol  |                     |                 |           |
| Club              | Fundación           | Estadio         | Liga      |
| Academia Ticsani  | 31 de mayo de 1986  | 25 de noviembre | Copa Perú |
| Atlético Huracán  | 26 de julio de 1958 | 25 de noviembre | Copa Perú |
| Juventud Cobresol | 2013                | 25 de noviembre | Copa Perú |

En vóley los equipos "Francisco Fahlman", "Rafael Díaz", "Santa Fortunata", "Santo Domingo" y "San Antonio", también la selección de Moquegua categoría menores en la que participaron todos los equipos de la liga nacional.
El principal recinto deportivo para la práctica del fútbol es el estadio 25 de Noviembre con capacidad 21.000 espectadores.

## Parques
Parque de la Juventud: ahora recién remodelado, cuenta con una rampa, graderías, una pequeña cancha deportiva y áreas verdes.
Parque Ecológico: cuenta con abundante área verde, un vivero, juegos recreativos, dos piscinas, un lago para pasear y sus losas deportivas.

## Turismo
Esta ciudad, ubicada en la franja costera del departamento de mismo nombre, cuenta con variados atractivos turísticos, que la hacen un importante destino turístico en el país.

### Circuito zona monumental Moquegua
Los elementos tradicionales de la arquitectura moqueguana son el típico techo mojinete, las portadas lisas y talladas, ventanas y puertas de madera tallada y rejas de fierro.
Las construcciones tradicionales emplearon el adobe, la piedra, la quincha y la madera en elementos estructurales y decorativos los que podemos encontrar en las casas tradicionales que datan de mediados del siglo XVIII.
1. Plaza de Armas
De singular característica colonial, resalta la Pileta Ornamental que fue diseñada por el Francés Gustavo Eiffel, y construida de fierro. La Pileta tiene tres cuerpos, tasa y grupo escultórico central, en el centro de la plataforma intermedia, lucen su belleza las tres gracias de la mitología griega: Aglaya, Talía y Edrosine. La plaza es única por su espacio semicerrado con árboles centenarios (ficus) que le brindan un microclima especial.

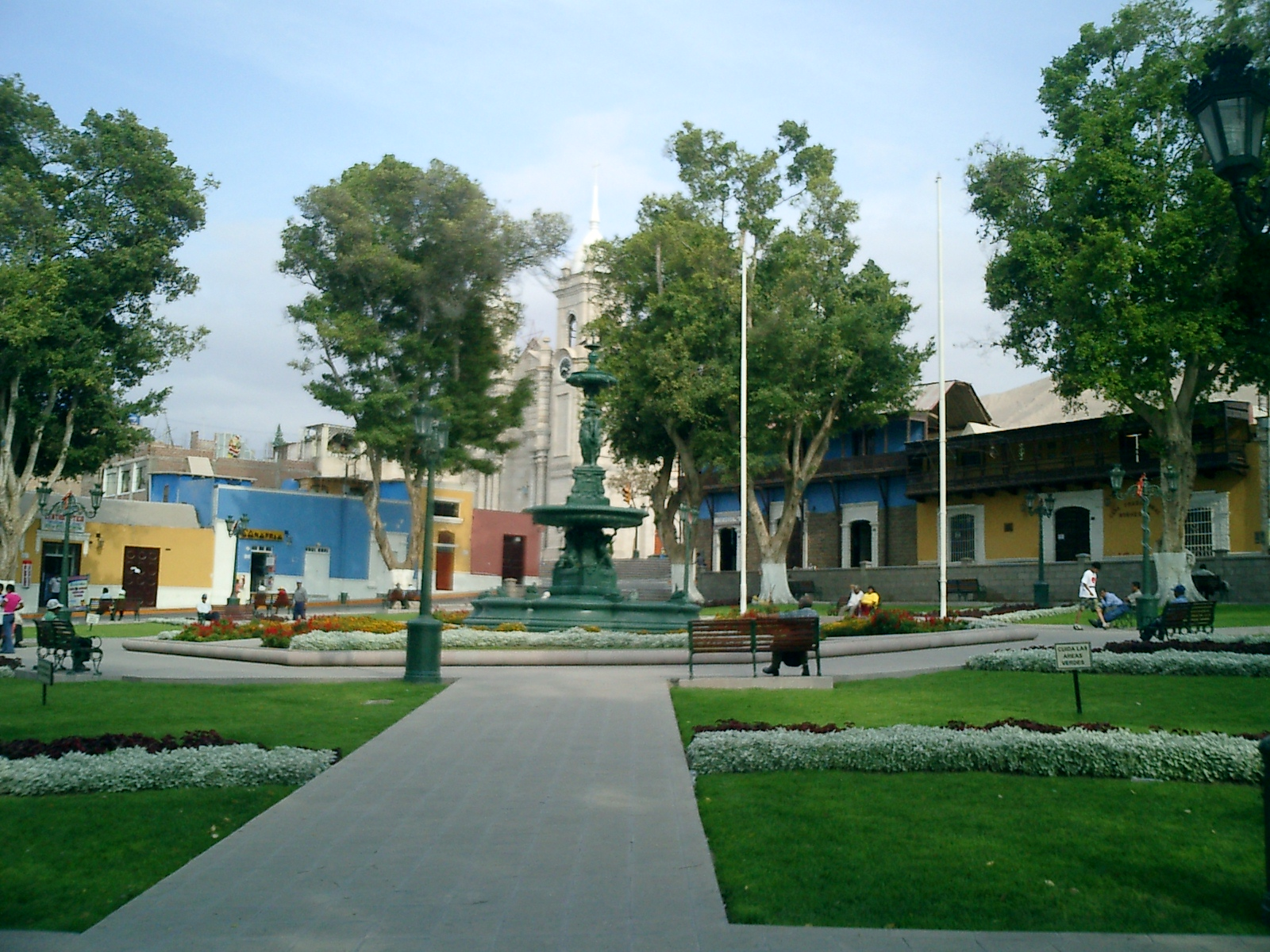
Plaza de Armas de la ciudad de Moquegua, al fondo se aprecia la catedral de la ciudad.

2. Basílica Catedral Santa Catalina de Moquegua
Iglesia de una sola nave y de estilo neoclásico, donde se venera en cuerpo presente a la Patrona Espiritual de Moquegua Santa Fortunata, Virgen y mártir de los primeros siglos del cristianismo. También se venera a Santa Catalina de Guadalcázar, Patrona de la ciudad.
3. Casona de las serpientes
Dicho nombre se debe a que la cabeza y parte del cuerpo de una serpiente tallados de madera sobresalen de la parte inferior de una pequeña ventana. Destaca la fachada por el tallado del ofidio. Construida en el siglo XVIII de clásica arquitectura virreinal, se encuentra ubicada en la calle Tarapacá # 390.
4. Casona tradicional de Moquegua
Del Dr. Herbert de la Flor Angulo. Casa del siglo XVIII destaca su original balcón trabajado íntegramente en fina madera tallada con artísticos ambientes construidos de piedra calicanto. Está considerada como la Casona Típica de Moquegua. Ubicada en la calle Ayacucho # 540.
5. Casona del Conde de Alastaya
Construida en 1750 como lo indica la fecha grabada en la portada de piedra labrada, fue una casa de dos plantas, de primorosa ornamentación mestiza con un gran escudo heráldico central, medallones con bustos y decoración de cuadrifolias, floridamente tropicales. Ubicada en la calle Moquegua # 404-414.
6. Casa de la Cultura de Moquegua
Casona amplia con una puerta gruesa de madera llena de adornos y con clavos de bronce en forma de tetilla, consta de dos patios tradicionales, sus paredes son anchas y de adobe, posee catorce ambientes con techo de caña y barro tipo mojinete. Ubicada en la calle Moquegua # 851.
7. Casona de las Diez Ventanas
La casa del Correo es una casa antigua ubicada en plena Plaza de Armas, destaca en ella sus diez ventanas todas de la misma medida, con vista a la calle Tacna, la casona consta de dos plantas cuyos muros son de barro y tiene un balcón estilo cajón de madera amurallado. Ubicada en la calle Ayacucho # 550-560-570.
8. Casona Delgado Podestá
Casa en que vivió la familia de José Santos Chocano “Poeta de América”. La fachada muestra una arquitectura en piedra calcárea y en el interior se conservan ambientes virreynales. Ubicada en la calle Moquegua # 364.
9. Casona del Doctor Martínez o Diez-Canseco
Casona de fachada típica, colonial religiosa, estilo barroco, crespo o mestizo. La valiosa portada labrada en piedra relieva el motivo de ángeles en relación con tallos o trenzas con flores y hojas. Ubicada en la calle Ayacucho # 828.
10. Museo Contisuyo
Exhibe variedad de piezas de cerámica, fardos funerarios, tejidos, vestimentas, objetos de oro, plata y otros restos de nuestros antepasados prehispánicos que datan desde los 12 000 a. C. Realiza exhibiciones periódicas.

### Circuito Zona Paisajista - Campiña De Moquegua
Su campiña de incomparable atractivo por sus huertas de diversos frutales, cultivos de pan llevar y campos de forraje con buena ganadería; demuestran la excelencia de su clima, la fertilidad de sus tierras, la calidad de sus aguas y la bondad de su gente. Valle frutícola por excelencia llegó a desarrollar la vitivinicultura como principal actividad económica durante la colonia, llegando a cultivarse más de 1200 ha. De viñedos, que abastecían de materia prima alrededor de 120 bodegas para la elaboración de vinos y piscos de excelente calidad. Esta actividad se desarrolló en diversos valles del país, especialmente en los departamentos de Lima, Ica, Arequipa, Moquegua y Tacna, con tal éxito que comenzó a exportarse a España, motivando que los productores peninsulares gestionaron ante Felipe II la prohibición de este comercio, lográndolo en el año de 1614. Ante esta restricción se intensificó la producción de aguardiente de uva, producto exportado por el puerto de Pisco, por lo que lleva su nombre.
Los tipos de Pisco reconocidos son los siguientes: Puro no aromático, puro aromático, acholado y mosto verde.
1. Vía Paisajista

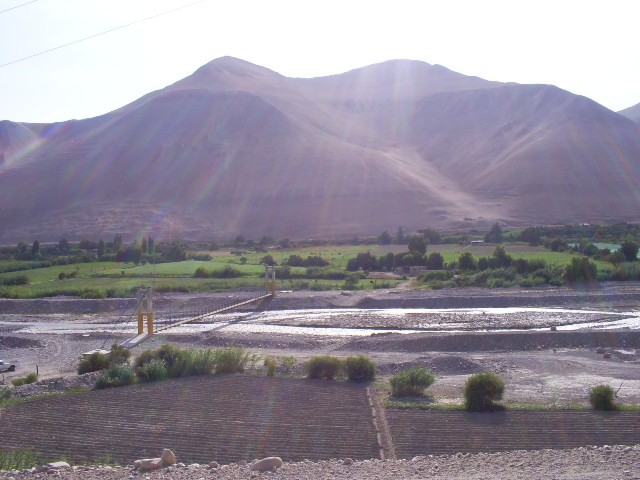
Valle de Moquegua.

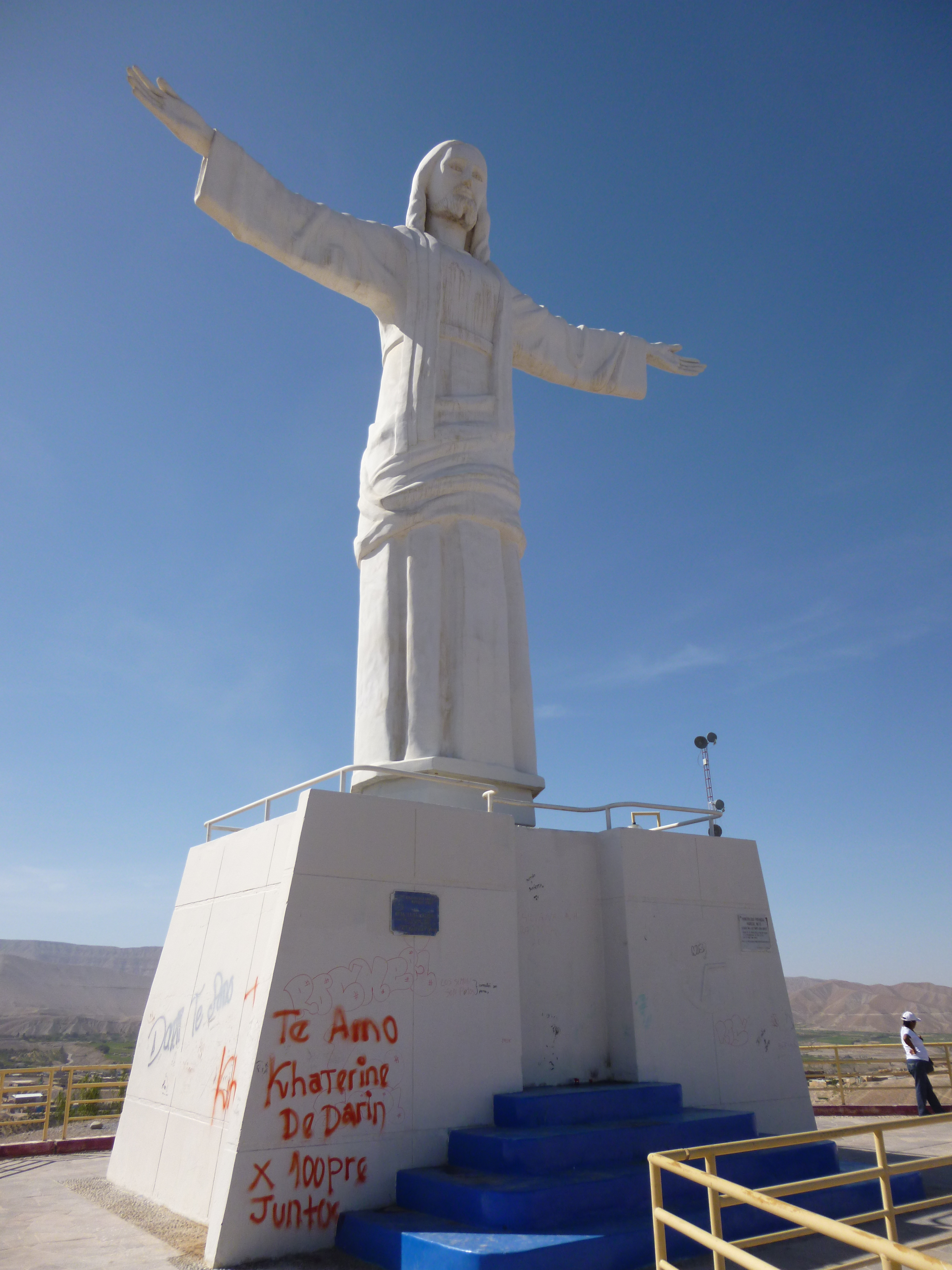
Cristo Blanco ubicado en la cima del Mirador Turístico.

Recorrido por la campiña: Moquegua, La Villa, Los Ángeles, Estuquiña.
2. Mirador Turístico
Se observa una vista panorámica de la ciudad, en la cúspide del cerro se encuentra el Cristo Blanco y Puente Colgante, que puede ser observado desde cualquier punto de la ciudad.
3. Malecón Ribereño
Vía y mirador de singular atractivo turístico que une a la ciudad y el valle frutícola de Moquegua.
4. Parque Ecológico
Zona de recreación y turismo, alrededor se pueden apreciar paisajes valle.
5. Ruta del Pisco
Recorre las antiguas Bodegas Coloniales (XVI al XVIII), donde se elaboran Piscos y Vinos del Perú, constituyendo un producto de atracción a nivel Nacional e Internacional.

### Alrededores de la ciudad
1. Samegua
A 5 km de la ciudad, ofrece un agradable y colorido paisaje, debido a la existencia de numerosos huertos y paisajes naturales. Es considerada como la ciudad de las paltas, por cultivarse allí las paltas más ricas del Perú. Se celebra la Fiesta de la Virgen de la Inmaculada Concepción el 8 de diciembre.
2. Geoglifos de Chen Chen
Hacia el Sureste de la ciudad de Moquegua a 1500 m de distancia se encuentra el complejo arqueológico de Chen Chen, los geoglifos son siluetas de camélidos conformados por dos grupos bien definidos, el más numeroso e interesante es el conjunto ubicado en el centro de esta cadena de colinas donde hay nueve animales, entre otros símbolos. Esta es la única evidencia de esa forma de arte cultural tiwanaquense que está quedando in situ para la posteridad y que podemos observar preferentemente desde muy temprano o al atardecer.
3. Cerro Baúl
Solo 30 minutos separan a Moquegua de esta impresionante y curiosa formación geológica en donde se encuentra el Complejo Ceremonial del Cerro Baúl. En la parte superior existe una pequeña ciudadela amurallada de importancia; es denominado “El Santuario Wari en Moquegua”.
4. Cuajone
A 32 km de Moquegua se encuentra el Yacimiento Cuprífero Minero de Cuajone, donde se explota el mineral por el sistema de tajo abierto, donde hay un mirador en donde se observa el singular aspecto de la mina y sus modernas instalaciones.
5. Torata
Distrito pintoresco con aldeanas casas que muestran los tradicionales techos de mojinete, el valle torateño es atrayente por su campiña, considerada “La Suiza de Moquegua” por el clima envidiable y hospitalario albergue. Caracterizada por su rico pan de trigo y pastelería que, desde antaño preparan en sus molinos coloniales que funcionan por la fuerza del agua.
6. Valle Interandino del Ticsani
Es un Valle típico interandino ubicado en los tres distritos Carumas, Cuchumbaya y San Cristóbal; presentan un bello atractivo para el visitante, sus campos siempre están sembrados de productos de pan llevar, sus danzas, costumbres y trajes típicos representan la historia de estos pueblos, aquí se puede practicar el turismo de deporte de aventura y agroturismo.
7. Carumas
Valle típico interandino a 118 km. presenta un bello atractivo como sus campos que siempre están sembrados de productos de pan llevar, como la papa considerada como una de las mejores del Perú. Aquí se puede practicar deporte de aventura y turismo especializado.
8. Aguas Termales de San Cristóbal
Ubicado en el distrito de San Cristóbal, a una altitud aproximada de 3000 m s. n. m. en el lecho del río Putina. Con temperatura promedio 75 °C, tienen propiedades curativa, caracterizado por sus grietas y surtidores tipo Géiser que alcanzan hasta 3 m de altura. Además existen otras fuentes termales como: Puente Bello ubicada en San Cristóbal, Fuentes termales de Exchage en el pueblo de Yunga, Fuentes termales de Cuchumbaya, Fuentes termales de Ullucan en Coalaque, Fuentes termales de Ichuña y otras.

## Ciudades Hermanadas
- La Paz, Bolivia (desde 1989)
- Jerez de la Frontera, España
- Arica, Chile[44]

### Leyes
- Elevando la Provincia de Moquegua al rango de Provincia Litoral y denominando al antiguo Departamento de Moquegua: "Departamento Tacna" Archivado el 11 de mayo de 2015 en Wayback Machine.
- Dividiendo en dos la provincia de Tacna, las que se denominarán provincia del Cercado de Tacna y provincia de Tarata Archivado el 30 de julio de 2009 en Wayback Machine.

### Entidades Gubernamentales y No Gubernamentales
SIERRA EXPORTADORA: Es la institución líder y articuladora de una producción andina con valor agregado que abastecerá eficientemente al mercado nacional e internacional con productos altamente competitivos, cuyos negocios integrarán a la Sierra en la economía global, generando un alto nivel de vida entre sus habitantes